# Cameraria barlowi
Cameraria barlowi är en fjärilsart som beskrevs av Tosio Kumata 1993. Cameraria barlowi ingår i släktet Cameraria och familjen styltmalar.
Artens utbredningsområde är Vietnam. Inga underarter finns listade i Catalogue of Life.